# شهرستان گالکایو
شهرستان گالکایو یک منطقهٔ مسکونی در سومالی است که در مدج واقع شده‌است.